# Marin Jannot dit Lachapelle
Marin Jannot dit Lachapelle,, maître-charpentier, est un colon français de la Nouvelle-France, l’un des premiers syndics de Ville-Marie (Montréal) et l’ancêtre de plusieurs Jeannotte et Lachapelle établis en terre d’Amérique.

## Biographie
Marin Jannot dit Lachapelle, (c. 1627-1664), est le fils de Robert Jannot et de Jeanne de Piennes,. Il est originaire de La Chapelle-Monthodon, dans le département de l’Aisne, près de Château-Thierry,.

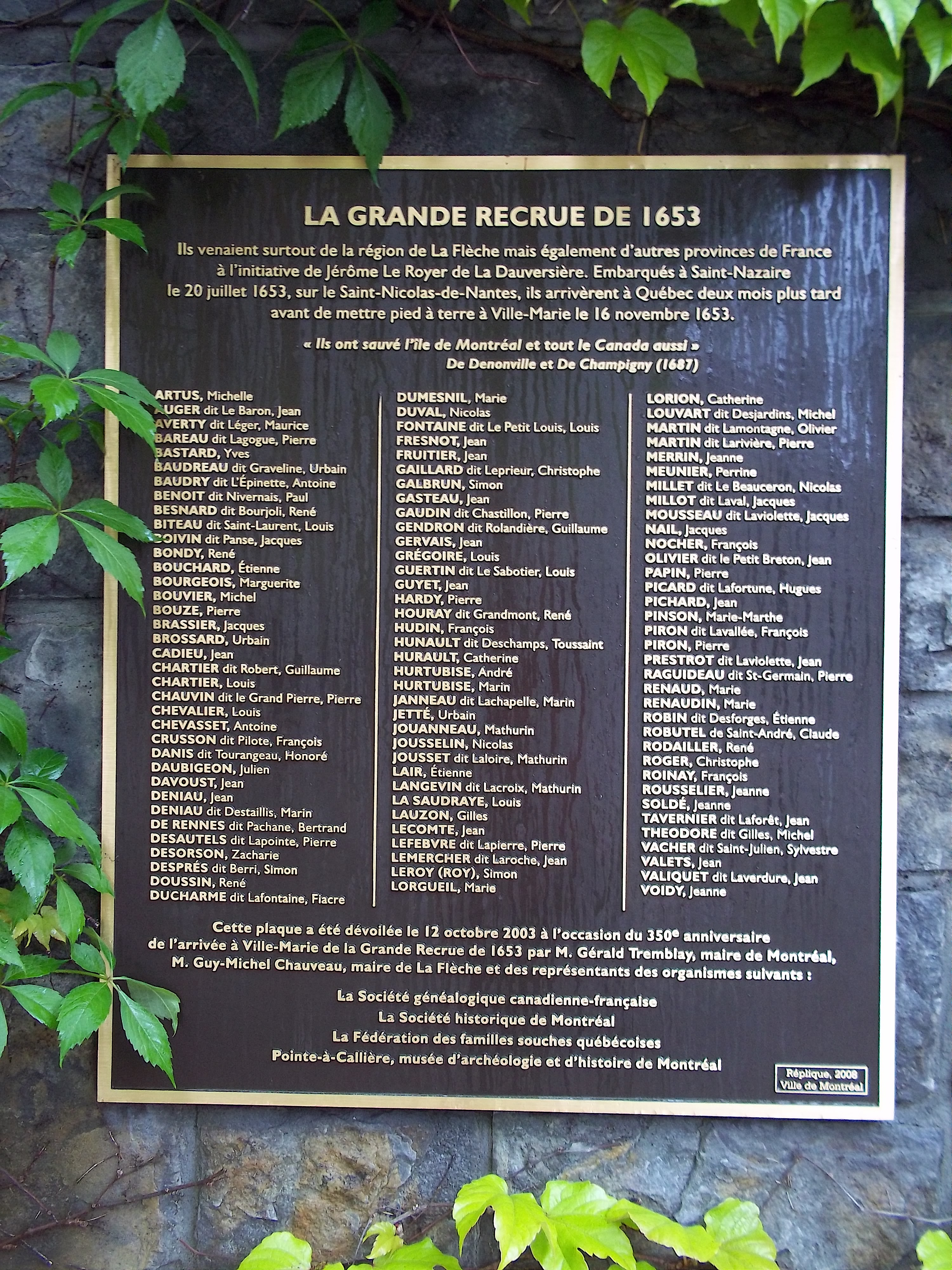
Plaque commémorative de la Grande Recrue de 1653 à La Flèche, Sarthe.

### Membre de La Grande Recrue de 1653
Jeune charpentier, Marin répond à l’appel de Paul de Chomedey de Maisonneuve, de la Compagnie de Montréal, qui est venu en France recruter des colons pour la petite bourgade de Ville-Marie en Nouvelle-France. Devant les notaires Léger et Bruneau, il s’engage à Nantes envers Jérôme Le Royer de la Dauversière, le 16 mai 1653, pour un contrat de cinq ans, avec un salaire annuel d’environ 100 livres. La Compagnie de Montréal s’engage à le nourrir, à le loger et à lui fournir les outils nécessaires à l’exercice de sa profession, ainsi qu’à lui payer le voyage de retour s’il honore son contrat jusqu’à la fin.
Le 20 juin 1653, à Saint-Nazaire, il reconnaît devant le notaire Beilliotte avoir reçu 108 livres et 15 sols en avance sur ses gages. Il fait partie des 102 engagés qui amorcent le jour même leur traversée de l’Atlantique à bord du Saint-Nicolas-de-Nantes. Quatorze femmes, dont Marguerite Bourgeoys, accompagnent ce contingent que l’on appellera plus tard La Grande Recrue,, Après de nombreuses péripéties, les engagés atteignent finalement le fort de Ville-Marie le 16 novembre 1653,,.

### Un pays à défricher et à construire
Le 2 février 1654, Marin reçoit de la Société de Notre-Dame de Montréal une concession de dix perches de face, à partir du fleuve Saint-Laurent, et de trente arpents de profondeur, en dessous du Côteau Saint-Louis,. Des partenaires de la Grande Recrue, aussi charpentiers, Pierre Gaudin (Godin) dit Chastillon (1630-1687) et René Bondy, se font également concéder le même jour des terres jouxtant la sienne,.
Devant le notaire Lambert Closse, Marin accepte d’annuler son contrat d’engagement et reçoit en compensation de Maisonneuve la somme de 500 livres, qu’il ne devra remettre que s’il quitte l’île. Il s’engage à défricher cette terre, à la mettre en valeur, à payer aux Seigneurs une censive annuelle de trente deniers par arpent et à accepter qu’une partie de ses terres soient utilisées par ces derniers pour créer des chemins.
Les trois voisins s’engagent également à construire une redoute de « vingt pieds en carré… et de seize pieds de hauteur » au haut du côteau et de rénover l’autre redoute déjà existante en bas du coteau.
Le 27 décembre 1655, Marin signe un contrat avec le scieur de long Jean Leduc, d’Igé en Perche, dans lequel ce dernier lui cède son emplacement,d’un arpent en ville ainsi que sa maison de 600 pieds carrés soit la 12e  maison construite sur l’île. En échange, Leduc demande à Marin de rembourser aux Sulpiciens la somme de 300 livres qu’il avait reçue en promettant de s’établir à Ville-Marie et de lui construire une maison de trente pieds sur vingt pieds, conforme à celle qu’il échange,.

### Mariage et vie de famille

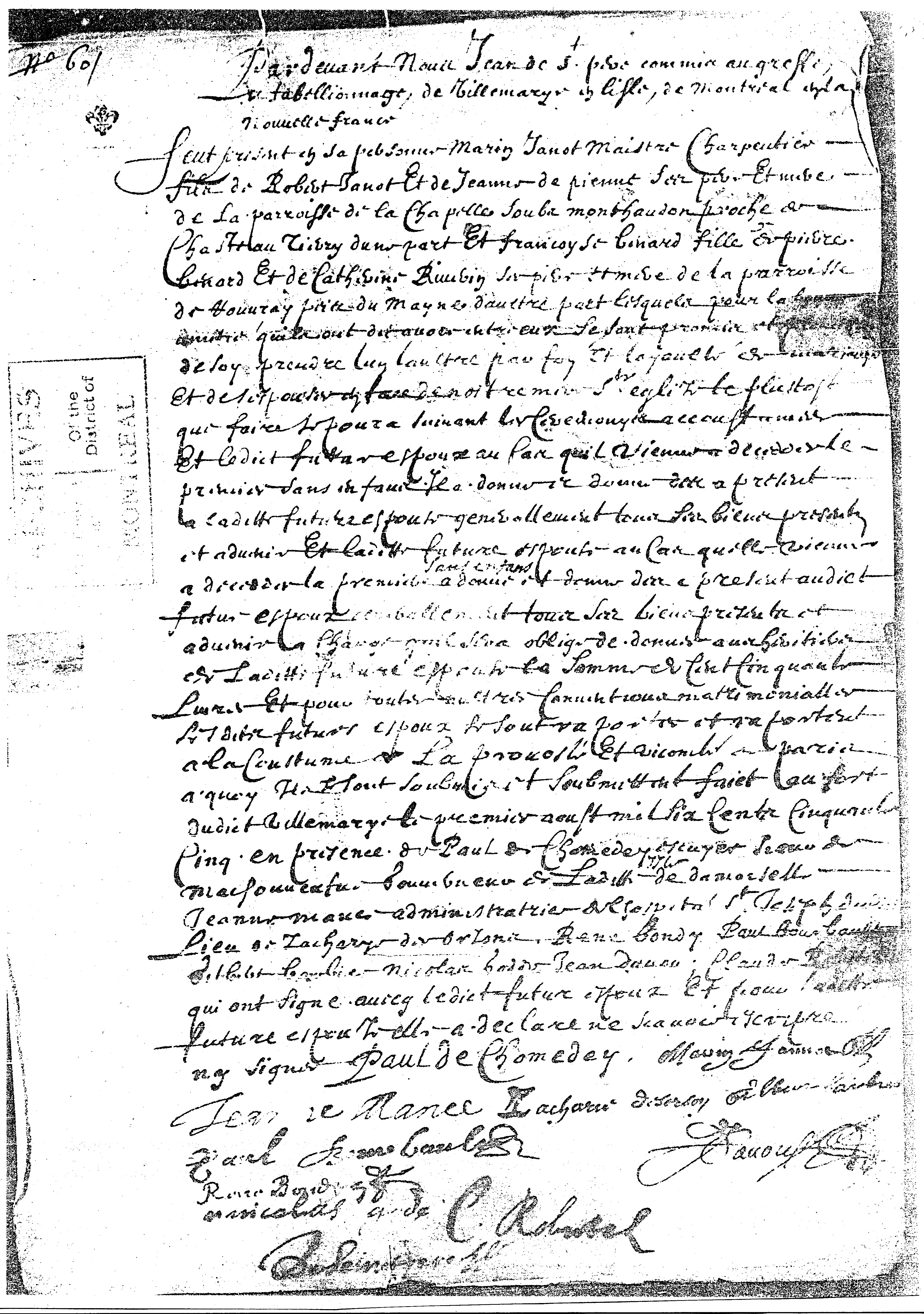
Contrat de mariage de Marin Jannot et de Françoise Besnard

Le 1er août 1655, Marin signe un contrat de mariage avec la devancière ,,Françoise Besnard (c.1627-1707), fille de Pierre Besnard et de Catherine Riverin, originaire de Vouvray-sur-Loir, de l’ancienne province du Maine, aujourd’hui dans le département de la Sarthe. Le contrat, préparé par le notaire Jean de Saint-Père, porte les signatures de plusieurs habitants illustres de la petite bourgade, notamment Paul de Chomedey de Maisonneuve et Jeanne Mance. Le mariage est célébré par le Jésuite Claude Pijart le 30 août 1654 dans la petite chapelle Notre-Dame,,.
Une première fille, Cécile, naît à Ville-Marie le 11 juin 1656. Ses parrain et marraine sont Lambert Closse et Jeanne Mance. Cécile épouse à Ville-Marie le tailleur guyennais André Carrière (1640-1731) le 17 novembre 1670, et donne naissance à dix enfants. Elle s’éteint à Ville-Marie le 25 janvier 1729.
Une deuxième fille, Françoise, naît à Ville-Marie le 21 janvier 1658. Elle y épouse, le 6 août 1674, Antoine Bazinet dit Tourblanche (1647-1729), ancien soldat de Carignan du Régiment de La Motte. Ils s’établissent dans la petite bourgade naissante de la Pointe-aux-Trembles, et y auront neuf enfants. Françoise y décède le 14 juin 1739.
Un premier garçon, Pierre, naît le 27 mars 1660 à Ville-Marie. Il y épouse, le 31 janvier 1684, Catherine Pétronille Tessier dit Lavigne (1670-1751), la fille du pionnier et scieur de long Urbain Tessier dit Lavigne, de Châteaux-en-Anjou, et de Marie Archambault. Comme Françoise et Antoine, ils vont s’installer eux aussi à la Pointe-aux-Trembles, où ils élèvent leurs quatorze enfants. Pierre y est enterré le 1er juillet 1725.
Un deuxième garçon, Robert, naît le 29 mai 1662 à Ville-Marie. Comme sa sœur Françoise et son frère Pierre, il se retrouve lui aussi à l’âge adulte dans la petite bourgade de la Pointe-aux-Trembles et y épouse, le 26 janvier 1693, Marie Thérèse Anne Langlois dit Lachapelle (1669-1745), fille du pionnier et chapelier parisien Honoré Langlois dit Lachapelle et de Marie Pontonnier. Ils y élèvent leurs six enfants. Robert y décède le 14 octobre 1723.
Finalement, le 18 août 1664, un troisième garçon et dernier enfant du couple naît à Ville-Marie. Il s’agit de Jean, qui malheureusement, s’éteindra moins de deux semaines plus tard le 2 septembre 1664.

### Vie communautaire
Plusieurs documents officiels démontrent l’implication de Marin dans sa communauté. On retrouve ainsi sa signature sur plus de vingt-cinq documents officiels pour la période de 1653 à 1664.
Le 29 juin 1654, soit le premier été après son arrivée en Nouvelle-France, il souscrit à une aumône pour la construction de l’église paroissiale. Le 27 septembre suivant, devant le greffier et tabellion Lambert Closse, il signe comme témoin sur le contrat de mariage de son voisin Pierre Godin et de Jeanne Roussilière, ainsi que sur celui de Pierre Vilain et de Catherine Lorion.
Le 30 mars 1655, toujours devant Lambert Closse, il signe, comme vingt-cinq autres habitants de Ville-Marie, un contrat avec le chirurgien Étienne Bouchard obligeant ce dernier à le soigner ainsi que sa femme et ses enfants moyennant un montant annuel de 100 sols par personne. Le 29 octobre 1661, Françoise Besnard est condamnée pour avoir commis des excès sur la personne du chirurgien Étienne Bouchard, sur la voie publique. Une défaillance à son engagement serait à l’origine de la colère de Françoise à son égard,
Une semaine plus tard, soit le 8 avril 1655, Monsieur de Maisonneuve témoigne que Marin a remis 24 minots de blé à l’église, comme l’ont fait ses voisins Pierre Godin et René Bondy.
Le 24 décembre 1655, devant Lambert Closse, Marin confie au charpentier Jean Lemercher la tâche « de dresser et faire se joindre l’une à l’autre six cents planches de sapin d’un pouce d’épaisseur, pour quoi il lui promet 62 livres tournois »,.
On le retrouve le 21 novembre 1657 receveur des offrandes et aumônes faites à la paroisse, en compagnie de Pierre Gadois et de Robert Cavelier dit Deslauriers.
En 1656, Marin devient le représentant élu, syndic,,, des habitants de Ville-Marie auprès du gouverneur et du Conseil de Québec. Créée en Nouvelle-France par une promulgation royale du 27 mars 1647, cette charge fait de Marin un gestionnaire de la seigneurie, conservant et mettant en œuvre les ordonnances du gouverneur. Il doit également gérer, au profit de la communauté des habitants de Montréal, l’argent provenant éventuellement de la vente des terres reprises pour non-observance des conditions de concession. Marin succède,, ainsi à Jean de Saint-Père, notaire, greffier et premier syndic de l’histoire de la petite bourgade, assassiné avec son beau-père Nicholas Godé et le serviteur Jacques Noël, par un groupe d’Onneiouts, une des six nations iroquoises, le 25 octobre 1657.
Marin conserve ce poste pendant quatre ans. Il appose sa signature, pendant cette période, sur une vingtaine de documents notariés officiels. Sa signature apparaît notamment sur le contrat de mariage de Nicolas Millet dit le Beauceron et de Catherine Lorion, sur celui de Pierre Gadois et de Marie Pontonnier ainsi que celui de Lambert Closse et d’Élisabeth Moyen. Il appose également sa signature sur le documentpar lequel monsieur de Maisonneuve concède une terre à Marguerite Bourgeoys, le 28 janvier 1658, pour la création de la première école de Ville-Marie. Enfin, en tant que syndic, il doit gérer les successions lors d’événements malheureux, dont celles suivant les décès tragiques de ses amis Jean de Saint-Père et Lambert Closse.
Avec de nombreux autres habitants de Ville-Marie, il est confirmé le 24 août 1660.
Au printemps 1661, alors qu’il travaille sur la terre d’Urbain Tessier dit Lavigne, Marin, de même que plusieurs autres habitants, est fait prisonnier par un groupe d’Agniers qui les transfèrent par la suite dans un village onnontagué,. Marin, de même que huit autres prisonniers, sera ramené à Ville-Marie en octobre de la même année par le grand chef Onnotagué Garakontié,. Il témoignera de son aventure une semaine plus tard lors d’une assemblée des habitants de la commune.
En 1663, Marin Jannot devient soldat de la 17e escouade de la Milice de la Sainte-Famille à Ville-Marie,,.

### Décès d'un pionnier
Le dernier document officiel sur lequel on retrouve la signature de Marin est un procès-verbal daté du 20 juillet 1664.

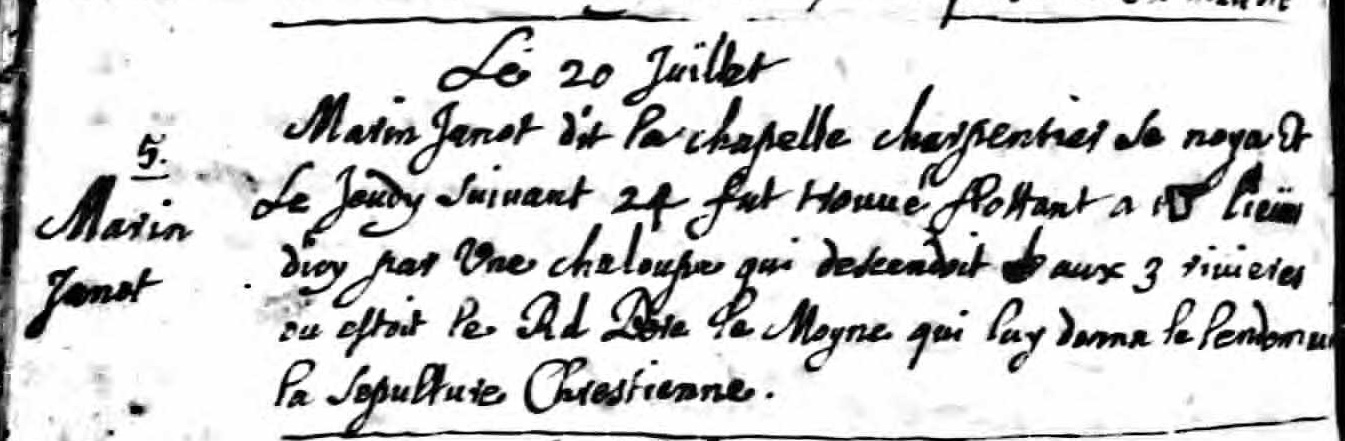
Décès de Marin Jannot.

Marin se noie accidentellement dans le fleuve Saint-Laurent le 20 juillet 1664,. On retrouve son corps à la hauteur de Trois-Rivières. Le Père Le Moyne lui donne la sépulture chrétienne à Ville-Marie le 24 juillet,.
La rue Joseph-Janot, à Pointe-aux-Trembles, porte le nom du petit-fils de Marin, établi sur la terre de son père Pierre et de sa mère Catherine Pétronille Tessier dit Lavigne.

## Postérité

### Un nouveau départ pour Françoise Besnard
À Montréal, le 20 juillet 1665, un an après le décès de son mari, Françoise Besnard convolait avec Guillaume Bouchard, fils de Laurent et de Nicole Bourguignon, de Neufchâtel, Pas-de-Calais. Une fille, Marie, naît de ce mariage le 20 avril 1667. Marie unira sa vie à Jean-Baptiste Griveau Boisjoli.
Le 22 octobre 1690, elle affermait à Charles Gervaise une terre dans la banlieue de Montréal et lui renouvelait le bail les 14 avril 1694 et 7 octobre 1696.
Son fils, Pierre Jannot dit Lachapelle, lui payait une pension viagère le 8 mars 1698, le jour même où elle vendait une portion de terre à Nicolas Janvrin.
Le 16 septembre 1704, Françoise, veuve de Marin Jannot, c’est ainsi que l’on désigne l’acte, faisait une vente à Claude de Ramezay.

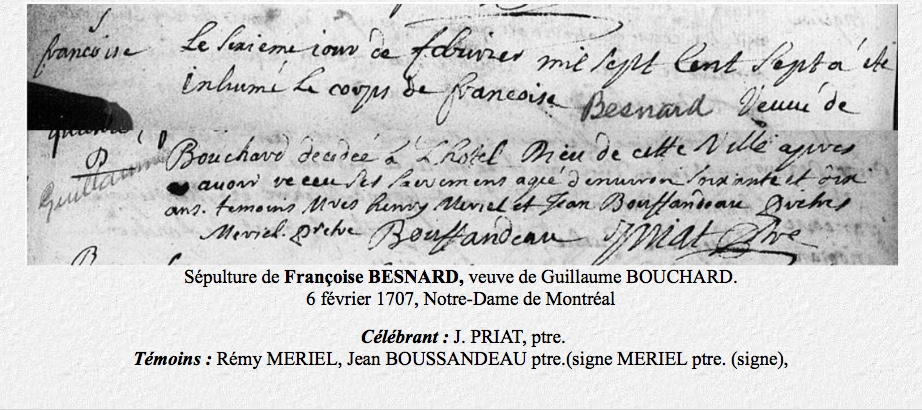
Sépulture de Françoise Besnard

### Décès de Françoise Besnard
Françoise décède à l’Hôtel-Dieu de Montréal le 6 février 1707 vers l’âge de 79 ans.

### Quelques descendants notoires
Voici quelques descendants de Marin Jannot et de Françoise Besnard qui se sont illustrés au fil des ans.
- Hormidas Jeannotte, notaire, député fédéral de l’Assomption de 1892 à 1896 ;
- Jean-Paul Jeannotte, chanteur d’opéra ;
- Andrée Lachapelle, comédienne ;
- Guy Lachapelle, professeur de science politique, Université Concordia ;
- Mariloup Wolfe, comédienne et réalisatrice ;
- Dan Jeannotte, comédien.

## Devoir de mémoire

### Plaques commémoratives

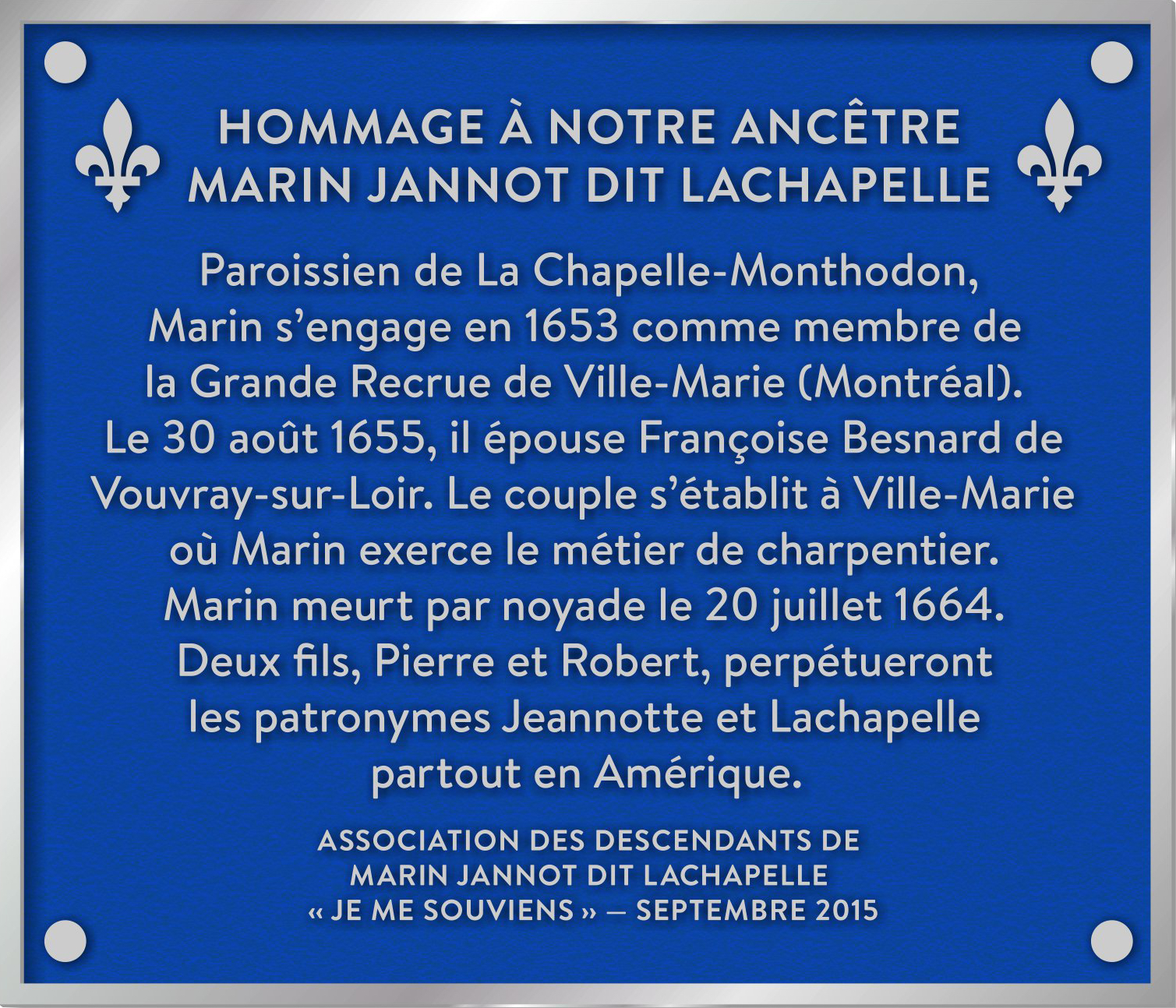
Plaque apposée dans l'église de La Chapelle-Monthodon.

En septembre 2015, six descendants de Marin et de Françoise se sont rendus dans les villages respectifs de leurs ancêtres pour procéder à l’apposition de plaques commémoratives. Ainsi, une plaque à la mémoire de Françoise Besnard a été apposée sur un mur adjacent à l’Hôtel de ville de Vouvray-sur-Loir. Une deuxième plaque, à la mémoire de Marin Jannot, a été apposée à l’intérieur de l’église de La Chapelle-Monthodon. Une cérémonie religieuse ainsi qu’une fête communautaire ont eu lieu à cette occasion.

### Blason et blasonnement

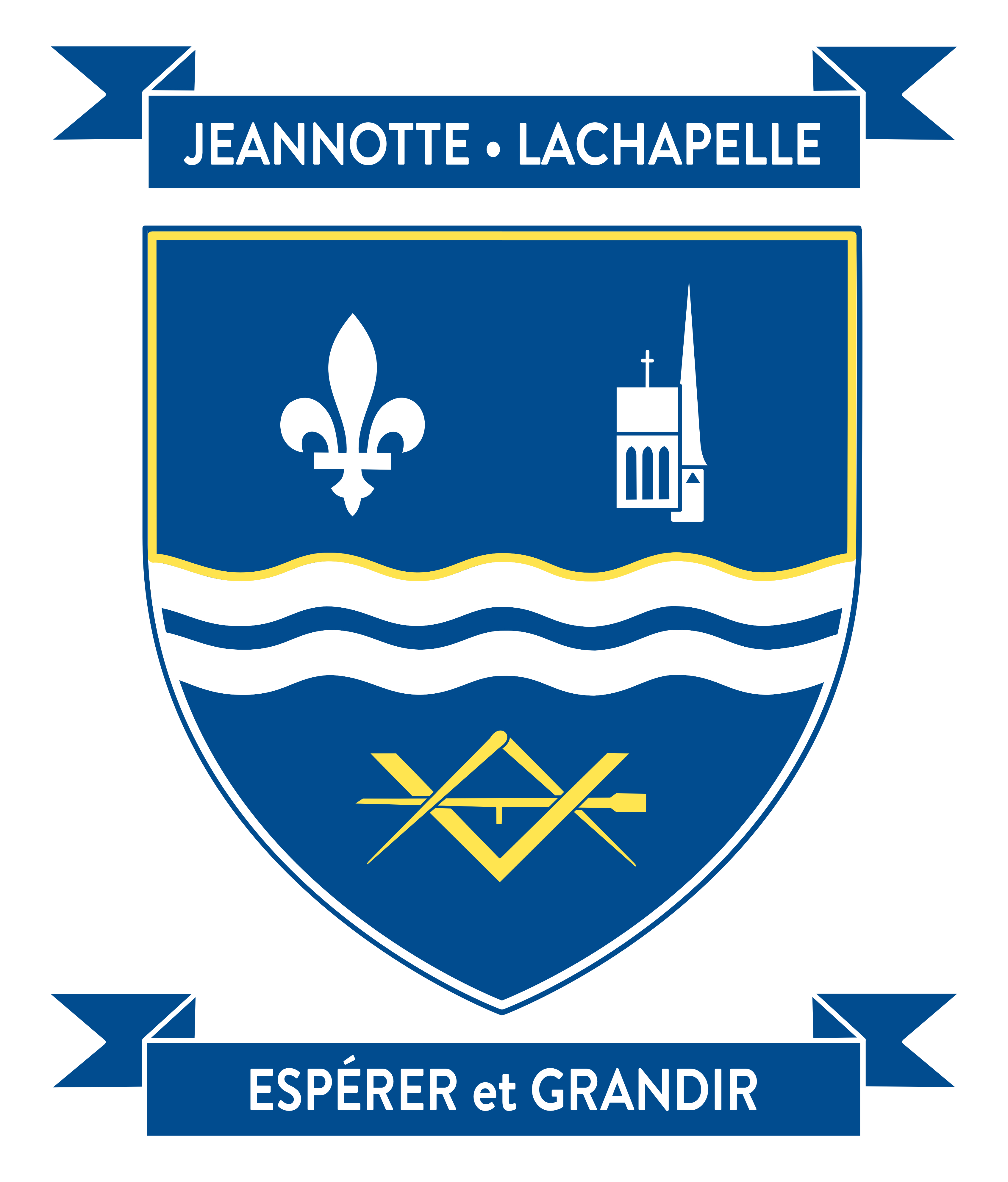
Blason des descendants de Marin Jannot dit Lachapelle

En juin 2017, l’Association des descendants de Marin Jannot dit Lachapelle, maintenant dissolue, s’est dotée d’un blason. Les membres réunis en assemblée générale annuelle ont voté unanimement en faveur de la proposition de leur conseil d’administration concernant l’acceptation d’un blason et de son blasonnement.